# Lars Anders Johansson
Lars Anders Johansson född 1981 i Gävle, är en svensk författare, musiker, poet och journalist med liberalkonservativ inriktning. Johansson har skrivit två diktsamlingar, flera fackböcker och givit ut ett antal musikalbum.

## Utbildning
Johansson har studerat litteraturvetenskap, historia, idéhistoria samt journalistik vid Uppsala universitet.

## Musik
År 2003–2004 gick Johansson på Visskolan i Västervik och var del av musikgruppen Två Taube och en Bellman. Trion vann Taubetalangen i Göteborg och fick stipendium av Taubesällskapet Västanvind. År 2005 släppte gruppen albumet Varken byxor rock eller skor.
Johansson debuterade som soloartist 2007 med albumet Vingklippt, som följdes av skivorna I Fridolins spår (2008) och Budoarstämning (2010). Vingklippt och Budoarstämning innehåller helt eget material med svenska texter och rör sig musikaliskt i gränslandet mellan pop, rock, folkmusik och country. Texterna baseras ofta på äldre versformer från äldre vistradition och bunden poesi samtidigt som deras teman är nutida. Debutalbumets titel ”Vingklippt” syftar på den svåra trafikolycka Johansson var med om 2006, då han skadade sin vänstra axel.
Johansson har tonsatt Erik Axel Karlfeldt och detta ledde till ett samarbete med Karlfeldtsamfundet. Samarbetet resulterade i att nr 40 i Karlfeldtsamfundets skriftserie, den årliga årsboken, 2008 blev en cd med Lars Anders Johanssons tonsättningar: I Fridolins spår.
År 2016 kom skivan Renässans på skivbolaget Dimma Sweden med Lars Anders Johanssons tonsättningar av Verner von Heidenstams, Erik Axel Karlfeldts och Gustaf Frödings poesi.
Johansson är AIK-supporter och har gjort sig ett namn som musikalisk uttolkare av fotbollssupporter-kulturen och har bland annat givit ut EP:n Sånger mot den moderna fotbollen (2013).

## Poesi
År 2013 kom debutdiktsamlingen Segelmakaren. Dikter och visor ut på Hydra förlag.
År 2018 kom den andra diktsamlingen, Sonetter, på Bokförlaget Augusti. Diktsamlingen utgörs av 154 dikter i sonettform, varav ett antal hänger samman i sonettkransar.

## Samhällsdebatt

### Journalistik
Johansson har varit verksam som nyhetsreporter och kultur- och opinionsjournalist på bland annat Arbetarbladet, Östgöta Correspondenten, Axess Magasin, Sveriges Television och TV4 samt som återkommande krönikör i Jönköpings-Posten, Borås Tidning, Västerviks-Tidningen och i Hälsingetidningarna.
År 2011–2016 var han kulturredaktör för Svensk Tidskrift.
År 2015 gjorde han podcasten Mellan Scylla och Charybdis på Dagens Nyheter tillsammans med dramatikern Stina Oscarson.
Han har arbetat som redaktionschef på tankesmedjan Timbro och var under åren 2017–2019 chefredaktör för dess tidskrift Smedjan.
År 2019 tilldelades han Kungliga Automobilklubbens journalistpris för sina artiklar om bilism och individuell mobilitet.

## Diskografi
- 2007 – Vingklippt
- 2008 – I Fridolins spår (Hemlandssånger)
- 2010 – Budoarstämning
- 2013 – Sånger mot den moderna fotbollen (EP)
- 2014 – Ligistliv
- 2016 – Renässans (Dimma Sweden)

## Priser och utmärkelser
- 2004 – Evert Taubestipendium från Taubesällskapet Västanvind (med gruppen Två Taube och en Bellman)
- 2006 – Evert Taubestipendium från Taubesällskapet Östanhav (med gruppen Två Taube och en Bellman)
- 2007 – Gunvor Göranssons Kulturstiftelses musikstipendium
- 2007 – Musikens hus vänner i Uppsala stipendium
- 2019 – Kungliga Automobilklubbens stora journalistpris
- 2020 – Gunnar Heckschers stipendium för reformvänlig konservatism